# Isola Vittoria
L'isola Vittoria (in russo Остров Виктория, ostrov Viktorija) è una piccola isola russa - situata a metà strada tra le isole Svalbard e la Terra di Francesco Giuseppe, nell'Oceano Artico. Amministrativamente fa parte del Primorskij rajon dell'oblast' di Arcangelo, nel Circondario federale nordoccidentale.

## Geografia
L'isola Vittoria è situata tra il mare di Barents e l'Oceano Artico ed è l'isola più occidentale della regione artica sovietica; si trova 60 km ad est di Kvitøya che fa parte delle isole norvegesi Svalbard. La sua lunghezza è di circa 5 km, è larga 2,5 km ed ha un'altezza di 105 m; l'isola è completamente ricoperta da una cupola di ghiaccio che fa arrivare la sua altezza a 150 m. La sua estrema punta settentrionale si chiama capo Knipovič (мыс Книпович). 

## Clima
La neve e il ghiaccio coprono il suolo per tutto l'anno.

## Storia
L'isola è stata scoperta il 20 luglio 1898 dai norvegesi Johannes Nilsen e Ludvig Bernard Sebulonsen a bordo del battello a vapore Vittoria ed è stata quindi così chiamata in onore della nave.
L'isola si trovava al di fuori dei confini delle terre polari della Norvegia, secondo il Trattato delle Svalbard del 9 febbraio 1920, e fu quindi considerata terra nullius fino a quando un decreto sovietico del 15 aprile 1926 sostenne che il settore sovietico della regione artica comprendeva l'isola Vittoria e la Terra di Francesco Giuseppe. Il 6 maggio il decreto fu notificato alla Norvegia, che protestò ufficialmente il 19 dicembre, contestando l'affermazione sovietica.
Il 29 luglio 1929 Otto Schmidt, comandante della spedizione sovietica sul rompighiaccio a vapore Georgij Sedov, sollevò la bandiera sovietica nella baia Tichaja, sull'isola di Hooker, e dichiarò che la Terra di Francesco Giuseppe faceva parte dell'Unione Sovietica.
Nel 1930 la Norvegia tentò di occupare l'isola Vittoria e la Terra di Francesco Giuseppe con la spedizione sulla nave M/S Bratvaag, ma la spedizione non riuscì a raggiungere né l'isola Vittoria né la Terra di Francesco Giuseppe a causa delle gravi condizioni del ghiaccio. Nel settembre del 1932 l'Unione Sovietica rese noto che aveva annesso l'isola Vittoria e la Terra di Francesco Giuseppe.